# モンキチョウ
モンキチョウ（紋黄蝶、Colias erate）は、シロチョウ科のチョウの一種である。

## 分布
概ねユーラシア大陸の暖温帯および亜熱帯に生息する。ヨーロッパ南東部から、トルコ、中央アジア、日本や台湾まで分布し、南限はソマリアやエチオピアまで分布している。

## 生態
前翅長は23-26 mmである。5月から9月までに飛翔し、年に2回発生する。幼虫は、ムラサキウマゴヤシなどのウマゴヤシ属、クローバー、オノブリキス属、シナガワハギ属などのようなさまざまなマメ科の植物を食草とする。

## 分類

### 亜種
C. e. poliographus Motschulsky, 1860：日本に分布する亜種。北海道から南西諸島までにわたり広く分布する。翅の地色は雄は黄色のみだが、雌では黄色と白色の2つの型がある。前翅表面の外縁は黒く帯状に縁どられ、その中に地色と同じ色の斑紋が並ぶ。後翅表面の中央には橙色の斑紋が、裏面中央に銀色の斑紋がある。翼開長は約50 mm。出現期は3-11月頃。幼虫で越冬し、早春に羽化する。日当たりのよい公園、明るい草地、農地、畑、河原などでよく見られる。
幼虫の食草は、シロツメクサなどのマメ科の植物である。 マメ科植物のある場所なら、あらゆる場所に広く分布している。
|                                                           |                         |
| ムラサキヤシオツツジの蜜を吸う モンキチョウ・能郷白山にて | 花に留まる モンキチョウ |

### 近縁種
ミヤマモンキチョウ Colias palaeno
同じ属の種として、日本にはミヤマモンキチョウが分布している。本種は、ユーラシア大陸西部（北欧からアルプス山脈）及び東部（シベリア、カムチャツカから朝鮮）、北アメリカ大陸の北部に広く分布する。ユーラシア大陸および北アメリカ大陸の冷温帯から亜寒帯に生息し、世界的な分布域はモンキチョウよりも広い。日本にはいわゆる高山チョウとして、本州中部の限られた山岳地帯に C. p. aias（浅間山系亜種）と C. p. sugitanii（北アルプス亜種）の2亜種が生息。年1回夏に発生し、幼虫はクロマメノキ（ツツジ科）の葉を食べる。環境省のレッドリストの準絶滅危惧種に選定されている。

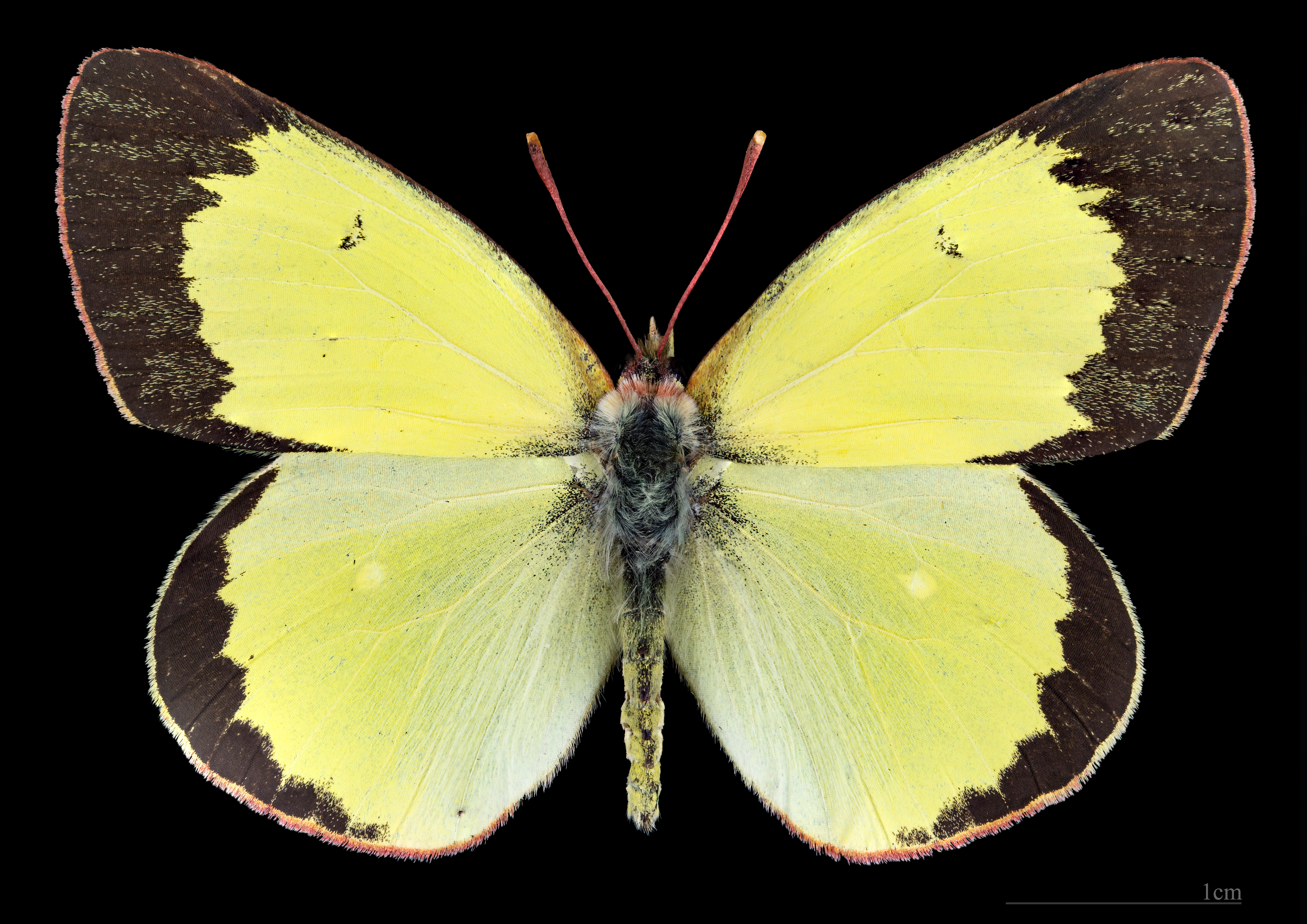
C. palaeno